# 가우탐 아다니
가우탐 샨틸랄 아다니(구자라트어: ગૌતમ શાંતિલાલ અદાણી, 1962년 6월 24일 ~ )는 인도의 억만장자 사업가로 아다니 그룹 창립자 겸 회장이다.
나렌드라 모디 총리 및 여당 인도 인민당과의 유대 관계로 알려져 있는데, 아다니 그룹이 나렌드라 모디가 인도의 총리가 된 후 인도 국내 외에서 수많은 에너지 및 인프라 계약을 따냈기 때문에 정실주의 의혹이 있다. 2023년 1월 미국의 힌덴버그 리서치가 고탐 아다니의 주가 조작과 사기 혐의를 폭로했다.
2024년 현재 그의 재산은 미화 823억 불로 추측된다.
2022년 타임이 선정한 타임 100 중 한 명이다.

## 어린 시절
아마다바드에서 부친 샨틸랄 아다니와 모친 샨타벤 아다니 사이에서 태어났으며 그의 집안은 자이나교 집안이었다. 형제 자매가 7명 있다. 그의 부모는 구자라트주 북부에 있는 타라드(Tharad)로부터 이주해왔었다. 그의 부친은 소규모 직물 상인이었다.
아마다바드에 있는 셰스 치만랄 나긴다스 비디아라야 스쿨(Sheth Chimanlal Naagindas Vidyalaya school)을 나온 후 구자라트 대학교 박사 과정에 등록했으나 2년 차에 자퇴했다.

## 사생활
프리티 아다니와 결혼해서 두 자녀를 뒀다.